# A993 road
Die A993 road ist eine A-Straße in Schottland.
Sie beginnt als Abzweigung von der A904 (South Queensferry–Falkirk) bei Muirhouses am Ostrand der Region Falkirk. Die Straße verläuft zunächst in nordwestlicher Richtung und erreicht Bo’ness. Während die A904 nahe dem Ufer des Firth of Forth durch die Altstadt von Bo’ness führt, verläuft die A993 durch die südlichen Stadtbezirke. Sie kreuzt die A706 (Torphichen–Bo’ness) und passiert das städtische Krankenhaus, um anschließend in nördliche Richtung abzudrehen und sich am Westrand von Bo’ness nach einer Gesamtstrecke von 4,1 km wieder mit der A904 zu vereinen.